# Idioma meschero
El idioma meshchero fue una lengua ugrofinesa hablado por la tribu meshchora, ahora en orillas del río Oká en Rusia. Se sabe poco sobre el idioma, pero probablemente esta idénticamente relacionado con los idiomas moksha y erzya. El idioma meshchero probablemente se extinguió en el siglo XVI.